# Солоники (Косинский сельский округ)
Солоники — упразднённая в 2007 году деревня в Верхошижемском районе Кировской области России. На год упразднения входила в состав Косинского сельского округа.

## География
Деревня находилась в центральной части региона, в подзоне южной тайги, на правом берегу реки Косина.
Абсолютная высота — 154 метра уровнем моря.

### Географическое положение
В радиусе трёх километров:
- д. Эльма (↓ 1.1 км)
- д. Талый Ключ (↖ 1.2 км)
- д. Глотовы (↙ 1.3 км)
- д. Юричи (↓ 1.4 км)
- д. Кая (↘ 1.5 км)
- д. Поломка (← ≈1.6 км)
- д. Безденежные (↗ 1.7 км)
- д. Армень (↙ 2.1 км)
- д. Безводное (↑ ≈2.5 км)
- д. Конопли (↙ 2.7 км)
- д. Чикиши (↗ 2.8 км)
- д. Устюги (← 2.9 км)
- д. Хохлы (↖ 2.9 км)

## Климат
Климат характеризуется как умеренно континентальный, с продолжительной снежной зимой и тёплым летом. Среднегодовая температура — 1,5 °C. Средняя температура воздуха самого холодного месяца (января) составляет −14,2 °C (абсолютный минимум — −45 °С); самого тёплого месяца (июля) — 17,8 °C (абсолютный максимум — 36 °С). Безморозный период длится в течение 122 дней. Годовое количество атмосферных осадков — 713 мм, из которых 441 мм выпадает в период с мая по октябрь. Снежный покров держится в течение 165 дней.

## История
Впервые упоминается в Переписи 1710 года как починок Солоницын. В нём два двора, 17 жителей: «во дворе Осип Терентей Евсеевы дети Лаптевы… Во дворе Петр да Естифей Тимофеевы дети Солоницыны…(л. 387)…у них же половник Иван Леонтьев сын Тюрин 60 лет у него жена…».
В 1762 году в деревне Солоницынская в 6 дворах проживало 54 человека. Жители шести дворов зафиксированы под семейными фамилиями Жеребцов, Зубарев, Одинцов, Солоницын, Тупицын, Чикишев (ГАКО. Ф.237. О.71. Д.431.).
В 2007 году исключена из учётных данных.

## Население
К 1950 году в 21 хозяйстве 65 человек (Список населённых пунктов Кировской области, составленные по данным похозяйственных книг на 1 января 1950 года. // ЦГАКО. Ф. 2344. Оп. 27. Ед. хр. 635).
Список населённых пунктов Кировской области по данным Всесоюзной переписи населения 1989 года приводит данные по постоянному населению: 1 человек (мужчина) (Итоги Всесоюзной переписи населения 1989 года по Кировской области [Текст] : сб. Т. 3. Сельские населенные пункты / Госкомстат РСФСР, Киров. обл. упр. статистики. — Киров:, 1990. — 236 с., С.49).

## Транспорт
Ещё «Список населённых мест Вятской губернии 1859—1873 годов» описывал починок Солоницынская (Солоники) как стоящий «на проселочных дорогах между селами Истобенским, Пищальским, Талицким, Илганским и Шалеговским, лежащими влево от Истобенско-Касинской дороги».